# 高丘陽平
高丘 陽平（たかおか ようへい、1996年3月16日 - ）は、神奈川県横浜市青葉区出身のプロサッカー選手。メジャーリーグサッカー・バンクーバー・ホワイトキャップス所属。ポジションはゴールキーパー（GK）。

## 来歴

### 横浜FC
横浜FCジュニアユースを経て、2011年にユースへ昇格。2013年5月10日、トップチームに2種登録選手として登録。
2014年より、トップチームへ正式に昇格した。同年2月、J3に参戦するJリーグ・アンダー22選抜に選手登録された。昇格後は南雄太が正GKに座っており、控えも1学年上の渋谷飛翔が務め、2016年までは天皇杯1試合のみの出場に留まっていたが、渋谷が名古屋グランパスへ移籍した2017年は背番号を26から1に変更し、南から正GKを奪取し41試合に出場した。

### サガン鳥栖
2018年3月26日、サガン鳥栖へ期限付き移籍。移籍後は権田修一の控えとなりJリーグカップ3試合出場に終わったもののシーズン終了後、サガン鳥栖に完全移籍。
権田が退団した2019年、序盤戦はFC東京より新加入の大久保択生が起用されたため控えに回っていたが、監督が金明輝に交代したのを機に起用されレギュラーに定置。夏に大久保は清水エスパルスに移籍。その後は全ての試合でゴールを守った。2020年は松本山雅FCより守田達弥が加入し出場機会は昨季より減少したが、出場した試合では好セーブを見せた。

### 横浜F・マリノス
10月23日、前年優勝GKの朴一圭に交わり横浜F・マリノスに完全移籍で加入することが発表された。その後朴は鳥栖に期限付き移籍した。
加入後は梶川裕嗣や中林洋次を抑えてレギュラーに定着したが、移籍後初出場した第28節サンフレッチェ広島戦から2試合連続3失点するなど3連敗を喫し、その後の試合ではレンタルから復帰したオビ・パウエル・オビンナにポジションを奪われる。スタメンに復帰した第30節川崎フロンターレ戦では前半終了間際にペナルティエリア外でハンドを犯してしまい一発退場処分を受けた。ACLでもオビが主に起用され、ラウンド16進出が決まった後のシドニーFC戦の1試合出場にとどまり、加入後に自身が出場した試合は未勝利という苦い結果に終わった。
背番号を1に変更した2021年はリーグ開幕スタメンはオビに譲ったものの、Jリーグカップグループステージ第1節ベガルタ仙台戦で先発に抜擢。試合は1‐0で勝利し、加入後初勝利及び初完封を飾った。以降もカップ戦の出場がメインだったが、リーグ戦の第7節湘南ベルマーレ戦で先発に抜擢されると、以降はオビからポジションを奪取しレギュラーとして活躍。
2022年はリーグ戦でチームで唯一全試合に出場。リーグ最少タイの35失点に抑えるパフォーマンスを披露し、チームの3年ぶり5度目のリーグ優勝に貢献。ベストイレブンに選出された。横浜FM所属のGKがベストイレブンに選出されたのは、1993年の松永成立（現：横浜FM GKコーチ）以来29年ぶりの快挙となった。

### バンクーバー・ホワイトキャップス
2023年2月18日、メジャーリーグサッカーのバンクーバー・ホワイトキャップスに完全移籍することが発表された。2023年はリーグ戦開幕から起用され33試合に出場した。WC6位。Canadian championsshipで優勝し、翌年のCONCACAF出場権を得た。2024年もリーグ戦33試合に出場。WC8位。Canadian championsship連覇した。

## 所属クラブ
- 2004年 - 2007年 あざみ野F.C.（横浜市立桂小学校）
- 2008年 - 2010年 横浜FCジュニアユース（横浜市立奈良中学校）
- 2011年 - 2013年 横浜FCユース（神奈川県立旭高等学校）
  - 2013年5月 - 同年12月 横浜FC（2種登録選手）
- 2014年 - 2018年 横浜FC
  - 2014年 - 2015年 Jリーグ・アンダー22選抜
  - 2018年3月 - 同年12月 サガン鳥栖（期限付き移籍）
- 2019年 - 2020年10月 サガン鳥栖
- 2020年10月 - 2023年2月 横浜F・マリノス
- 2023年2月 - バンクーバー・ホワイトキャップス

## 個人成績
| 国内大会個人成績 | 国内大会個人成績 | 国内大会個人成績 | 国内大会個人成績 | 国内大会個人成績 | 国内大会個人成績 | 国内大会個人成績 | 国内大会個人成績 | 国内大会個人成績 | 国内大会個人成績 | 国内大会個人成績 | 国内大会個人成績 |
| 年度             | クラブ           | 背番号           | リーグ           | リーグ戦         | リーグ戦         | リーグ杯         | リーグ杯         | オープン杯       | オープン杯       | 期間通算         | 期間通算         |
| 年度             | クラブ           | 背番号           | リーグ           | 出場             | 得点             | 出場             | 得点             | 出場             | 得点             | 出場             | 得点             |
| 日本             | 日本             | 日本             | 日本             | リーグ戦         | リーグ戦         | リーグ杯         | リーグ杯         | 天皇杯           | 天皇杯           | 期間通算         | 期間通算         |
| ---------------- | ---------------- | ---------------- | ---------------- | ---------------- | ---------------- | ---------------- | ---------------- | ---------------- | ---------------- | ---------------- | ---------------- |
| 2014             | 横浜FC           | 41               | J2               | 0                | 0                | -                | -                | 0                | 0                | 0                | 0                |
| 2015             | 横浜FC           | 26               | J2               | 0                | 0                | -                | -                | 0                | 0                | 0                | 0                |
| 2016             | 横浜FC           | 26               | J2               | 0                | 0                | -                | -                | 1                | 0                | 1                | 0                |
| 2017             | 横浜FC           | 1                | J2               | 41               | 0                | -                | -                | 0                | 0                | 41               | 0                |
| 2018             | 横浜FC           | 1                | J2               | 0                | 0                | -                | -                | -                | -                | 0                | 0                |
| 2018             | 鳥栖             | 18               | J1               | 0                | 0                | 3                | 0                | 0                | 0                | 3                | 0                |
| 2019             | 鳥栖             | 18               | J1               | 24               | 0                | 6                | 0                | 2                | 0                | 32               | 0                |
| 2020             | 鳥栖             | 18               | J1               | 16               | 0                | 1                | 0                | -                | -                | 17               | 0                |
| 2020             | 横浜FM           | 32               | J1               | 4                | 0                | -                | -                | -                | -                | 4                | 0                |
| 2021             | 横浜FM           | 1                | J1               | 33               | 0                | 4                | 0                | 1                | 0                | 38               | 0                |
| 2022             | 横浜FM           | 1                | J1               | 34               | 0                | 7                | 0                | 0                | 0                | 41               | 0                |
| カナダ           | カナダ           | カナダ           | カナダ           | リーグ戦         | リーグ戦         | リーグ杯         | リーグ杯         | オープン杯       | オープン杯       | 期間通算         | 期間通算         |
| 2023             | バンクーバー     |                  | MLS              |                  |                  |                  |                  |                  |                  |                  |                  |
| 通算             | 日本             | 日本             | J1               | 111              | 0                | 21               | 0                | 3                | 0                | 94               | 0                |
| 通算             | 日本             | 日本             | J2               | 41               | 0                | -                | -                | 1                | 0                | 41               | 0                |
| 通算             | カナダ           | カナダ           | MLS              |                  |                  |                  |                  |                  |                  |                  |                  |
| 総通算           | 総通算           | 総通算           | 総通算           | 152              | 0                | 21               | 0                | 4                | 0                | 177              | 0                |

- 2013年は2種登録選手

| 国際大会個人成績 | 国際大会個人成績 | 国際大会個人成績 | 国際大会個人成績 | 国際大会個人成績 |
| 年度             | クラブ           | 背番号           | 出場             | 得点             |
| AFC              | AFC              | AFC              | ACL              | ACL              |
| ---------------- | ---------------- | ---------------- | ---------------- | ---------------- |
| 2020             | 横浜FM           | 32               | 1                | 0                |
| 2022             | 横浜FM           | 1                | 7                | 0                |
| 通算             | AFC              | AFC              | 8                | 0                |

その他の公式戦
| 2014   | J-22   | -      | J3     | 3 | 0 | 3 | 0 |
| 2015   | J-22   | -      | J3     | 1 | 0 | 1 | 0 |
| 通算   | 日本   | 日本   | J3     | 4 | 0 | 4 | 0 |
| 総通算 | 総通算 | 総通算 | 総通算 | 4 | 0 | 4 | 0 |

- Jリーグ初出場 - 2014年3月23日 J3第3節 対グルージャ盛岡（盛岡南公園球技場）

## 代表歴
- 2012年 U-16日本代表候補
- 2013年 U-17日本代表

## タイトル

### クラブ
横浜F・マリノス
- J1リーグ ：1回（2022年）

バンクーバー・ホワイトキャップス
- カナディアン・チャンピオンシップ：1回（2023年）

### 個人
- Jリーグ優秀選手賞（2022年）
- Jリーグベストイレブン（2022年）
- JPFAアワード（J1）・ベストイレブン：1回（2022年）